# TY
Чон Тхэ Ян (кор. 전태양, род. 18 сентября 1994 года, Ансан, Республика Корея), более известный под своим никнеймом TY, — корейский профессиональный игрок и комментатор StarCraft II, играющий за расу терранов и выступающий за команду Triumphant Song Gaming с 2019 года. Чемпион мира по версиям World Electronic Sports Games 2016 и Intel Extreme Masters 2017 года. По состоянию на 2023 год, за свою карьеру TY заработал более 700 000 долларов призовых.

## Биография

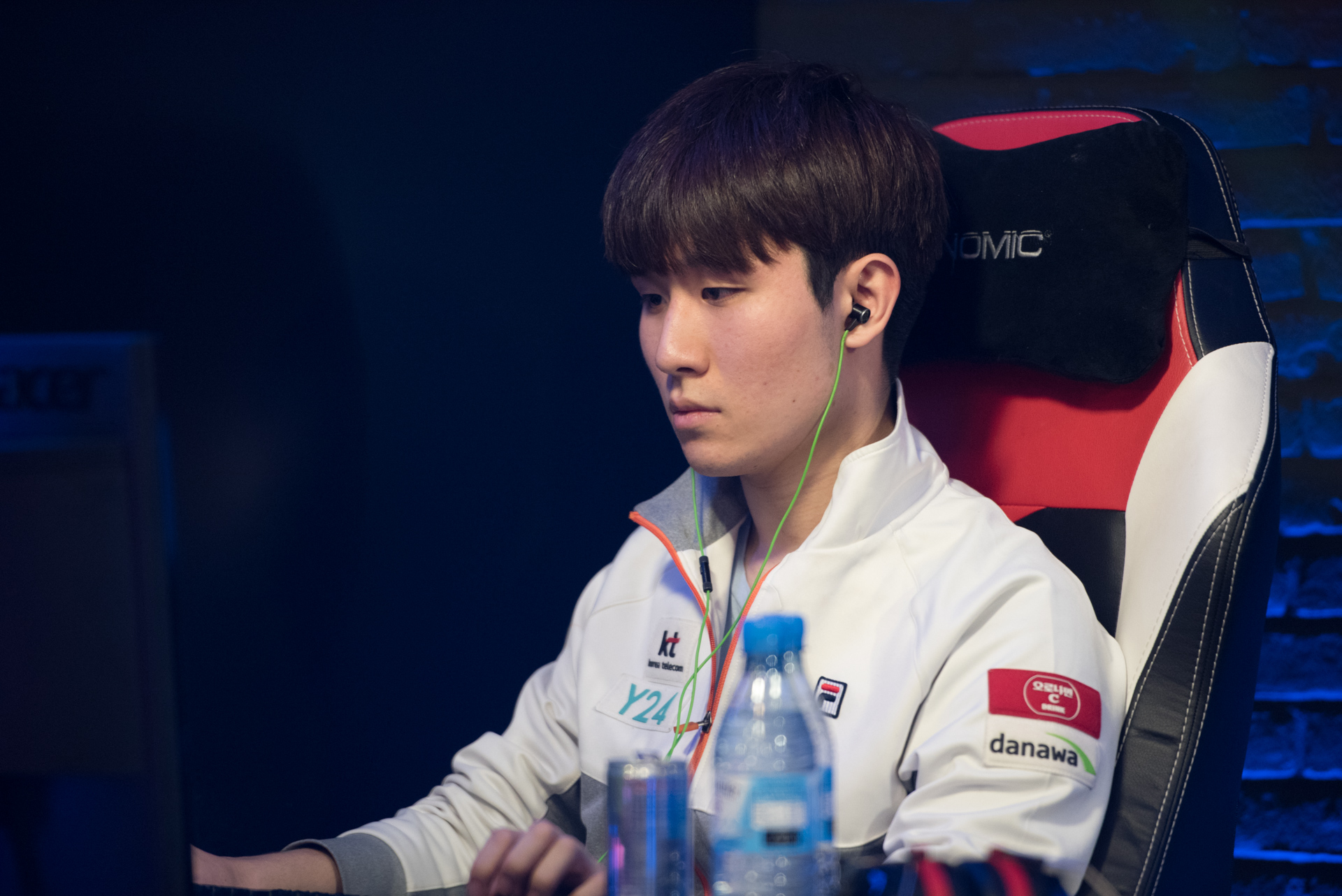
TY на HomeStory Cup XIV в 2016 году

По словам Чона, наибольшее влияние на него оказал его отец, который много играл в компьютерные игры и смотрел StarCraft по телевизору. Решив стать киберспортсменом, Чон встретил непонимание со стороны своего окружения, однако отец понял и поддержал его. Он искал для сына турниры и записывал его на участие.
Уже в возрасте 9 лет Чон, выступающий под ником BaBy, занимал призовые места на турнирах по StarCraft: Brood War, в частности, заняв второе место на HanbitSoft King of the Star Contest. В 12 лет, после участия на турнире Elite School League, он был приглашён в киберспортивную команду WeMade FOX. В 2012 году командная лига Proleague перешла со StarCraft на StarCraft II, после чего команды полным составом, в том числе и TY, также перешли на эту дисциплину. В конце 2013 года он присоединился к команде KT Rolster.
В конце 2016 года, после расформирования Proleague, все киберспортивные команды, кроме Jin Air Green Wings, отказывались от состава по StarCraft II, из-за чего TY потерял команду.
В январе 2017 года он выиграл чемпионат мира World Electronic Sports Games 2016, одержав в финале победу над Чо «Maru» Сон Чу со счётом 4:3, а вскоре после этого занял первое место на Intel Extreme Masters Katowice, благодаря чему стал киберспортсменом, заработавшим на тот момент наибольшее число призовых за один год. Отобравшись на 2017 WCS Global Finals, он дошёл до полуфинала этого турнира, в котором проиграл Ли «Rogue» Бён Рёлю, ставшему далее чемпионом мира.
С середины 2019 года является корейским комментатором Global StarCraft II League, сочетая карьеру игрока и комментатора.

## Стиль игры
Дэн «Artosis» Стемкоски отмечает, что игра TY как правило строится на глухой обороне, а победа достигается за счёт удачных манёвров армией. Нередко в играх против TY соперники сами обеспечивают своё поражение, выбирая агрессивные стили игры.

## Достижения
- IEM Season X — Shenzhen (3—4 место)
- 2016 Global StarCraft II League Season 1 (2 место)[8]
- 2016 WCS Korea Season 1 Cross Finals (3—4 место)
- 2016 KeSPA Cup (3—4 место)
- World Electronic Sports Games[англ.] 2016 (1 место)[3]
- IEM Season XI — World Championship (1 место)[3]
- IEM Season XII — Shanghai (3—4 место)[9]
- 2017 GSL vs the World (2 место)[10]
- 2017 WCS Global Finals (3—4 место)[5]
- 2018 Global StarCraft II League Season 2: Code S (3—4 место)[11]
- 2018 Global StarCraft II League Season 3: Code S (2 место)[12]
- 2019 AfreecaTV GSL Super Tournament 2 (2 место)[13]
- 2020 Global StarCraft II League Season 1 (1 место)
- 2020 Global StarCraft II League Season 3 (1 место)